# Chaetomellales
De Chaetomellales vormen een orde van de klasse der Leotiomycetes, behorend tot de subklasse Leotiomycetidae.

## Taxonomie
- Orde: Chaetomellales
  - Familie: Chaetomellaceae
  - Familie: Marthamycetaceae